# Karen Brahe

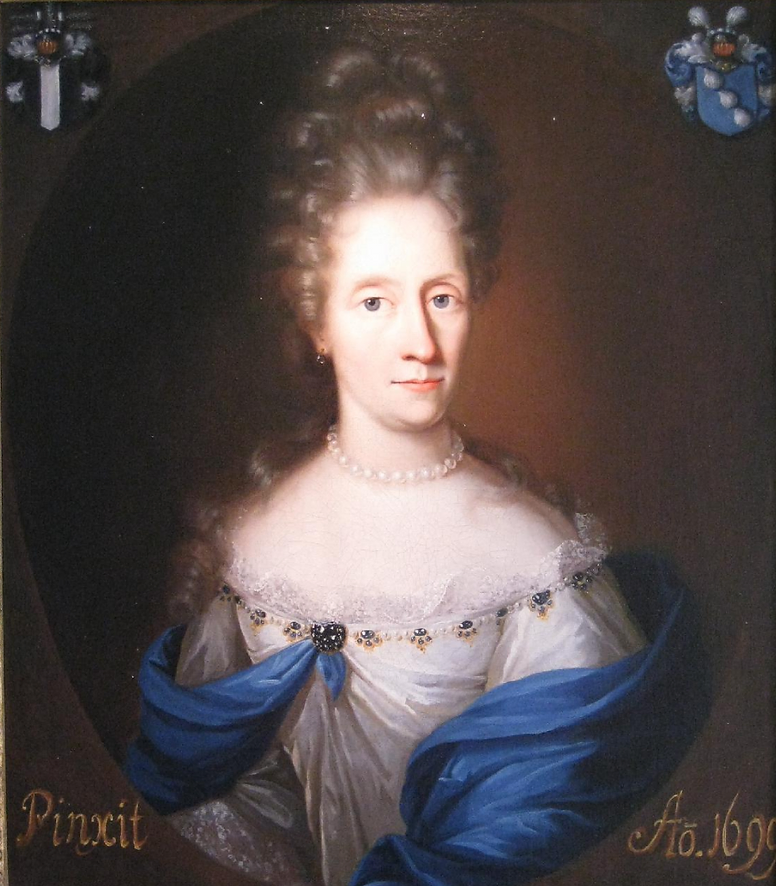
Karen Brahe, Porträt von Jacob Coning (1699), heute im Roskilde Kloster

Karen Brahe (* 1. Dezember 1657 in Næsbyholm, Næsby Sogn (Næstved Kommune); † 27. September 1736 in Østrupgård, Håstrup Sogn) war eine dänische adlige Gutsbesitzerin, Büchersammlerin und Stifterin.

## Leben
Karen Brahe entstammte dem schwedisch-dänischen Adelsgeschlecht Brahe. Sie war das dritte von sechs Kindern des Gutsbesitzers Preben Brahe auf Hvedholm, Engelsholm und Østrupgård (1627–1708) und dessen Frau Susanne geb. Gøye (1634–83).

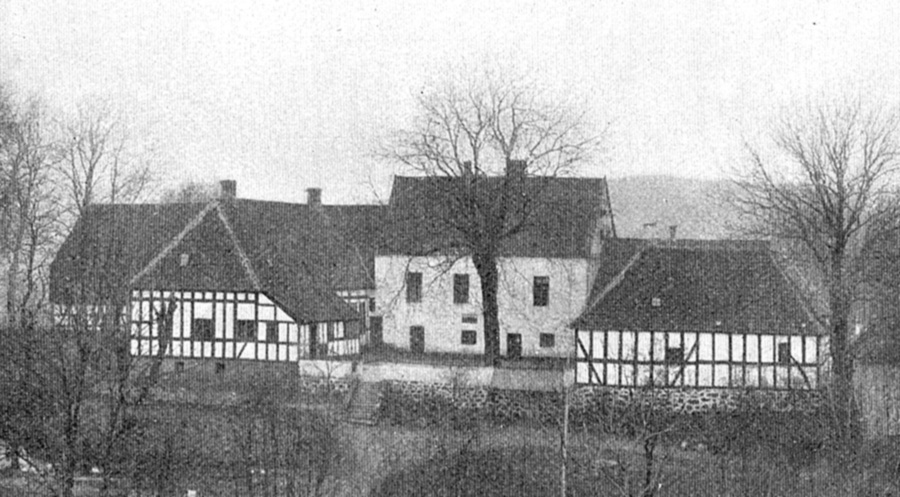
Østrupgård (1906)

Karen Brahe erhielt eine damals für Mädchen seltene umfassende Schulbildung. Unterrichtet wurde sie von ihrer Mutter und ihrer Großmutter Karen Bille. Nach dem Tod ihrer Mutter verwaltete sie den Güterbesitz ihres Vaters bis zu dessen Tod. Danach erbte sie Østrupgård. Als gelehrte Frau unterhielt sie eine umfangreiche Korrespondenz. Karen Brahe blieb unverheiratet.

## Damenstift und Bibliothek

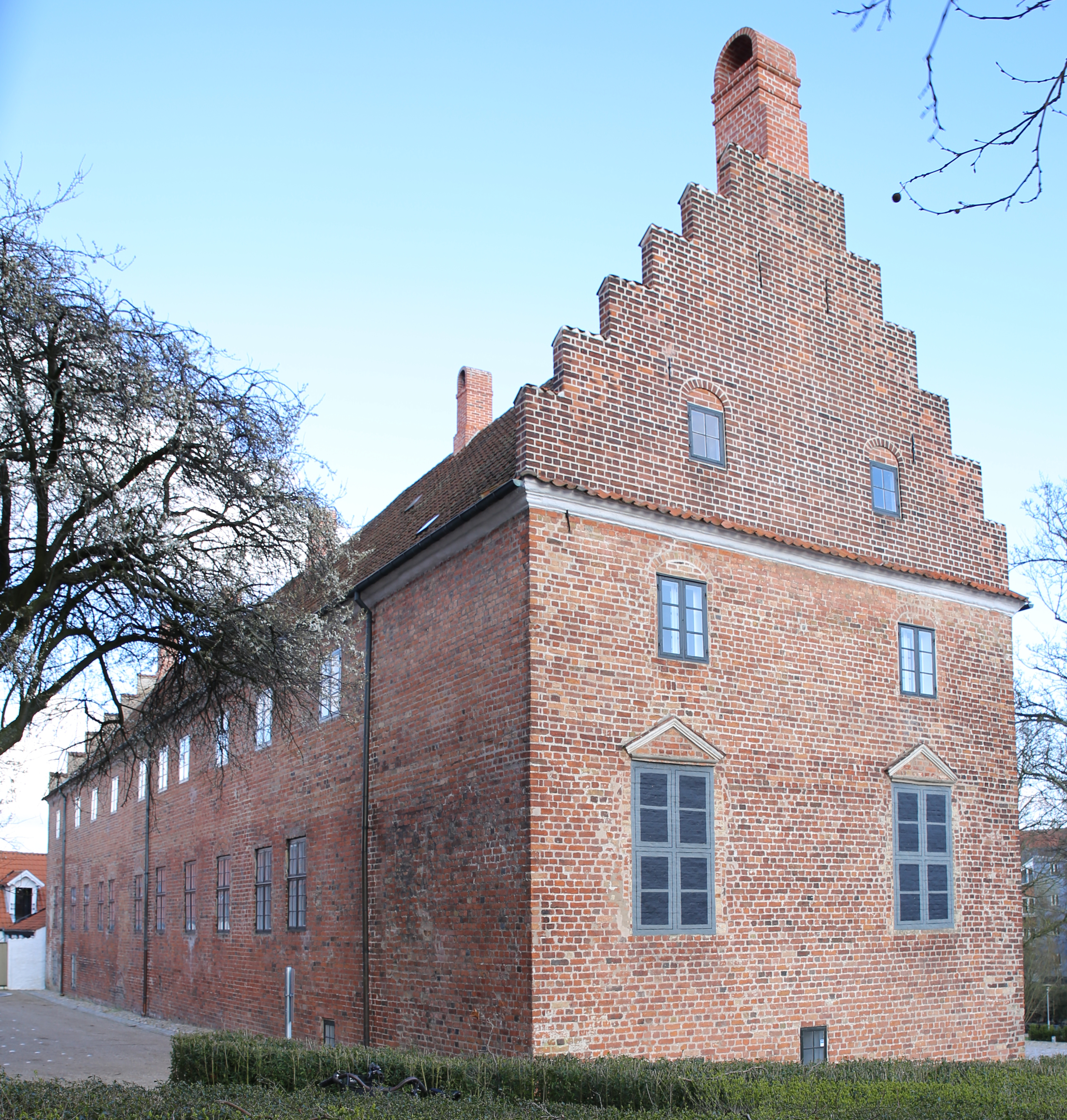
Odense Adelige Jomfrukloster

Im Jahr 1681 erbte Karen Brahe die umfangreiche Privatbibliothek ihrer Tante Anne Gøye, zu der auch Werke von deren Schwägerin Birgitte Thott gehörten. Diese Bibliothek baute sie mit Erwerbungen insbesondere dänischer Drucke und Handschriften noch erheblich aus. Die Bibliothek gilt heute als die älteste erhaltene Privatbibliothek Dänemarks. Sie enthält etwa 3550 Bände mit einigen Unikaten früher dänischer Drucke und Raritäten wie Tycho Brahes De Nova Stella von 1573, sowie etwa 1150 Handschriften. Zu deren Spitzenstücken zählen Karen Brahes Folio, eine Sammlung dänischer Balladen von 1583, und Jens Billes visebog aus den 1550er Jahren, die zweitälteste Sammlung dänischer Gedichte.
1716 stiftete Karen Brahe ein lutherisches adliges Damenstift in Odense und vermachte diesem ihre Bibliothek. Das Damenstift erhielt am 15. März 1717 die königliche Bestätigung (Fundation). 1907 kam die Bibliothek als Depositum in das Landesarchiv von Fünen in Odense. Das Damenstift wurde 1974 mit dem Damenstift Roskilde Kloster in Roskilde vereinigt; die Einrichtung mit der wertvollen Porträtsammlung und auch die Bibliothek kamen ebenfalls nach Roskilde.
Die danach ungenutzten Räumlichkeiten in Odense verkaufte die Kommune 2007 zur Nutzung durch die Syddansk Universitet (SDU). Die Karen Brahe Selskabet bietet Informationen und Veranstaltungen zu Karen Brahe, dem Stift und zur Frauenkultur an.
Die Bibliothek wird gegenwärtig von Lucie Duggan an der SDU im Rahmen ihres Projekts Reading Women. Karen Brahe and Female Book Ownership (1609-1736) untersucht.

### Katalog
- Anne Riising: Katalog over Karen Brahes Bibliothek i Landsarkivet for Fyn: Håndskriftsamlingen. Kopenhagen: Munksgaard 1956 (Digitalisat)